# Platycheirus concinnus
Platycheirus concinnus är en tvåvingeart som först beskrevs av Snow 1895.  Platycheirus concinnus ingår i släktet fotblomflugor, och familjen blomflugor. Inga underarter finns listade i Catalogue of Life.